# Microchaetina valida
Microchaetina valida là một loài ruồi trong họ Tachinidae.